# VW Jetta Night
Der VW Jetta Night ist ein Pkw der unteren Mittelklasse, der von FAW-Volkswagen für den Markt der Volksrepublik China in den Werken Changchun und Chengdu produziert wird. Das Modell wird seit Februar 2013 gebaut und ist Nachfolger des Jetta Pionier, der noch auf dem Jetta II basierte.
Der Jetta Night stand zum Marktstart mit zwei verschiedenen Motorisierungen des Typs EA211 zur Wahl. Sie entsprechen der China-IV-Abgasnorm. Es sind Vierzylinder-Reihenmotoren mit 4 Ventilen pro Zylinder. Die Kraftstoffeinspritzung wird wie bei allen modernen Motoren elektronisch gesteuert. Es gibt die Motoren wahlweise mit einer Leistung von 66 kW (90 PS) oder 81 kW (110 PS). Erhältlich ist der Jetta Night in den drei Ausstattungslinien Avantgarde (时尚), Komfort (舒适) und Luxus (豪华). Es stehen ein 5-Gang-Schaltgetriebe sowie eine 6-Stufen-Automatik zur Wahl. Die Höchstgeschwindigkeit ist vom Hersteller mit 181–185 km/h angegeben. Die Beschleunigung von 0 auf 100 km/h soll bei 10,8 bis 12,4 Sekunden liegen. Der Wendekreis beträgt 10,7 Meter.
Im Dezember 2016 erhielt der Jetta Night ein Facelift. Dabei wurden auch zwei neue Motorisierungen eingeführt. Das bisherige Modell wird seitdem als VW Jetta verkauft, die überarbeitete Version als VW New Jetta.
Technisch entspricht der Jetta Night dem seit 2013 gebauten VW Santana, dem Škoda Rapid wie auch dem Seat Toledo.
Für den chinesischen Markt wird das Modell seit Frühjahr 2019 bei FAW-Volkswagen in Chengdu unter dem Namen Jetta VA3 gefertigt. Der Jetta wurde mit diesem Modell in China eine Eigenmarke und ist zugleich das Einsteigermodell dieser Marke.

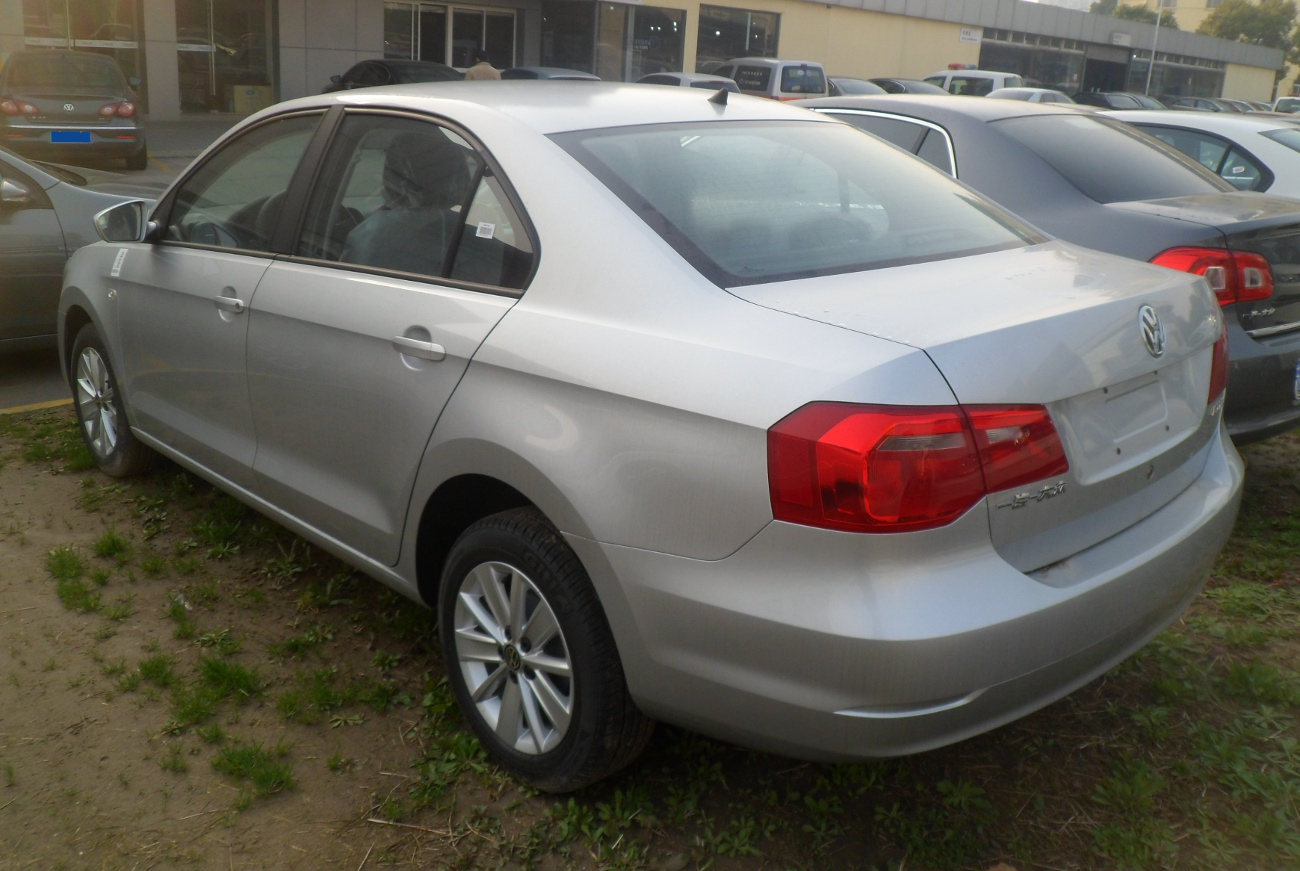
Heckansicht
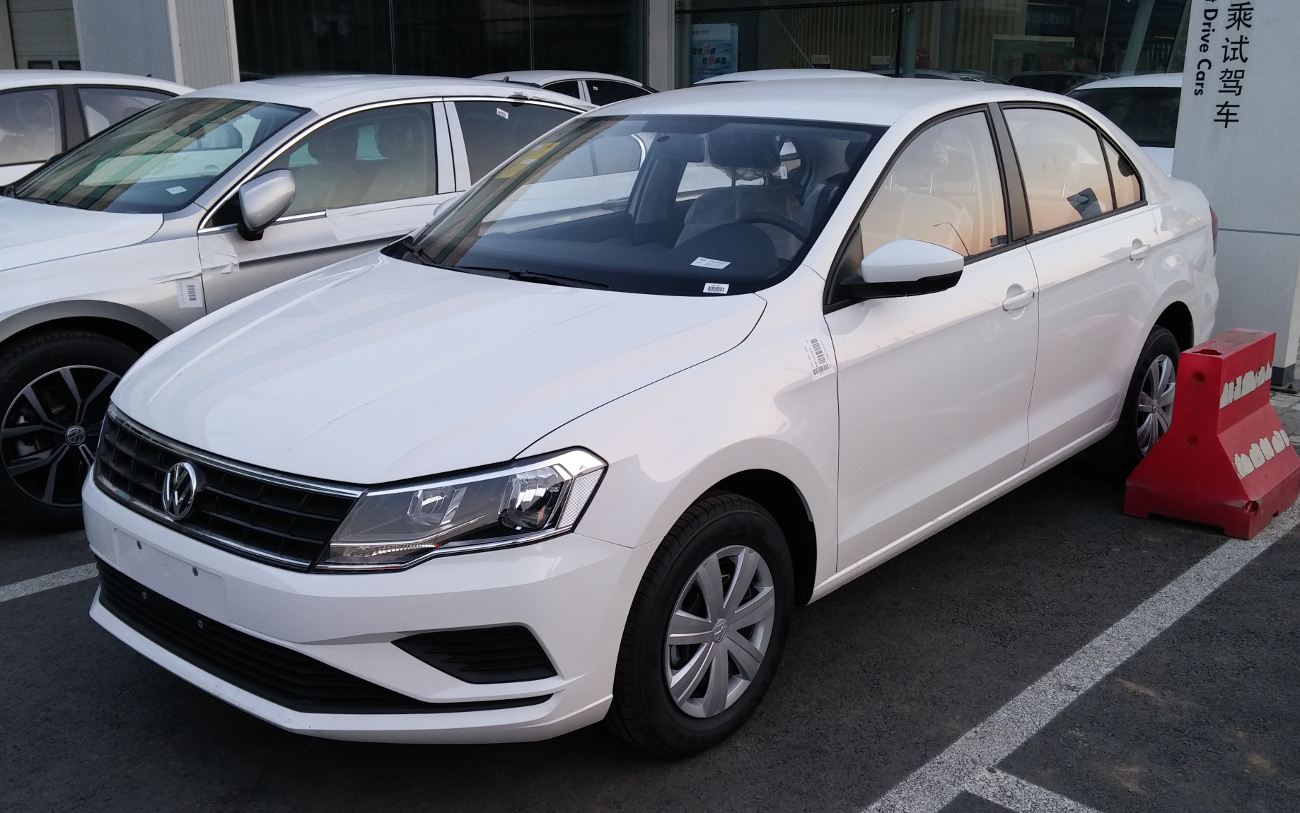
VW Jetta Night (2016–2019)
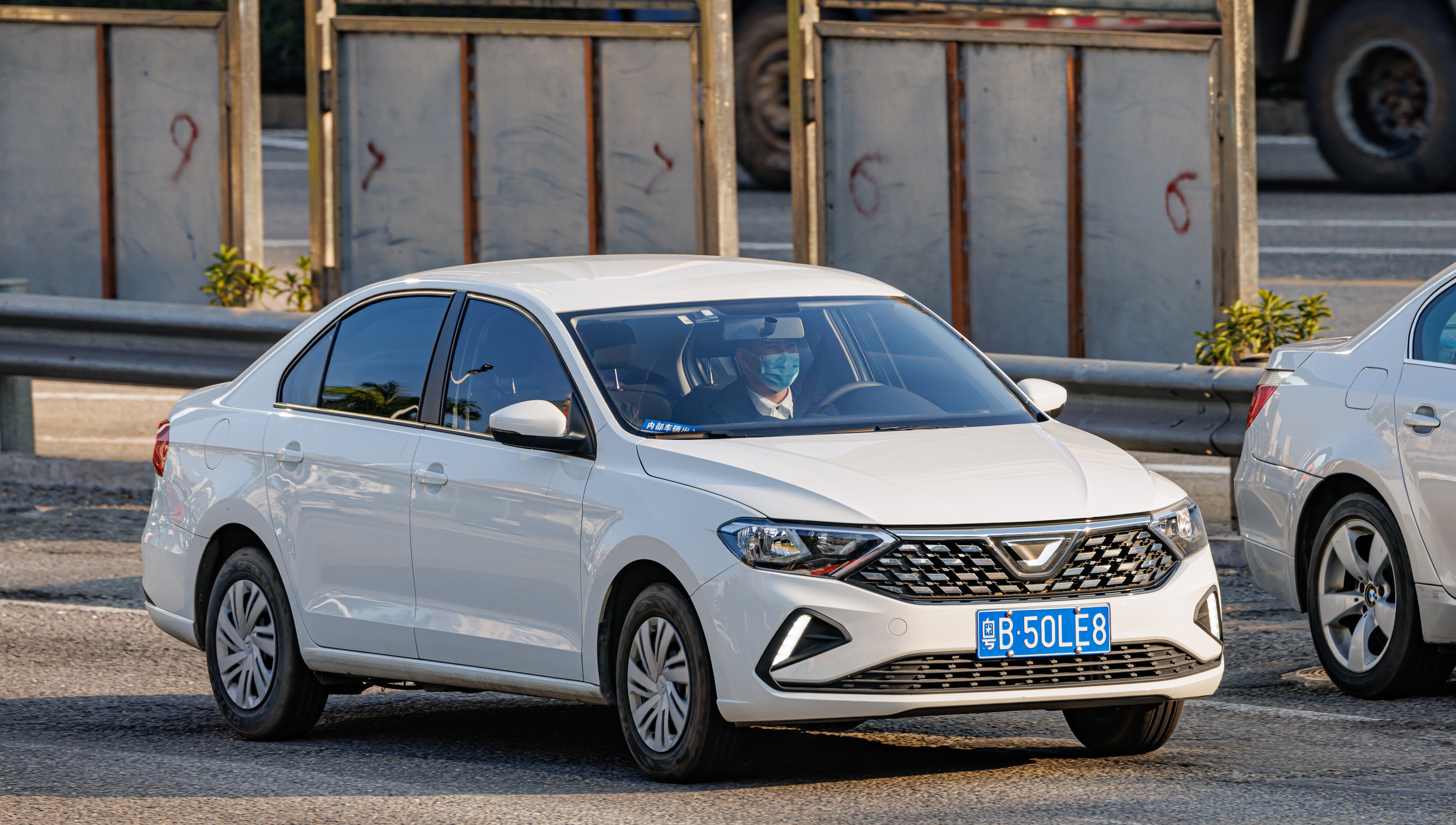
Jetta VA3 (seit 2019)

## Technische Daten
|                            | 1.4                   | 1.5                          | 1.6                          | 1.4T                             | VA3 1.5                      |
| Bauzeitraum                | 02/2013–09/2019       | 12/2016–09/2019              | 02/2013–12/2016              | 12/2016–11/2018                  | seit 09/2019                 |
| Motorkenndaten             |                       |                              |                              |                                  |                              |
| Motortyp                   | R4-Ottomotor          | R4-Ottomotor                 | R4-Ottomotor                 | R4-Ottomotor                     | R4-Ottomotor                 |
| Hubraum                    | 1395 cm³              | 1498 cm³                     | 1598 cm³                     | 1395 cm³                         | 1498 cm³                     |
| max. Leistung bei min−1    | 66 kW (90 PS) / 5500  | 81 kW (110 PS) / 6000        | 81 kW (110 PS) / 6000        | 96 kW (131 PS) / 5000–6000       | 82 kW (111 PS) / 6100        |
| max. Drehmoment bei min−1  | 132 Nm bei 3800       | 150 Nm bei 3800              | 160 Nm bei 3800              | 225 Nm bei 1500–3500             | 145 Nm bei 4000              |
| Kraftübertragung           |                       |                              |                              |                                  |                              |
| Antrieb, serienmäßig       | Vorderradantrieb      | Vorderradantrieb             | Vorderradantrieb             | Vorderradantrieb                 | Vorderradantrieb             |
| Getriebe, serienmäßig      | 5-Gang-Schaltgetriebe | 5-Gang-Schaltgetriebe        | 5-Gang-Schaltgetriebe        | 7-Stufen-Doppelkupplungsgetriebe | 5-Gang-Schaltgetriebe        |
| Getriebe, optional         | —                     | (6-Stufen-Automatikgetriebe) | (6-Stufen-Automatikgetriebe) | —                                | (6-Stufen-Automatikgetriebe) |
| Messwerte                  |                       |                              |                              |                                  |                              |
| Höchstgeschwindigkeit      | 181 km/h              | 185 km/h                     | 185 km/h                     | 200 km/h                         | 185 km/h                     |
| Beschleunigung, 0–100 km/h | 11,9–12,4 s           | 10,8 s (12,5 s)              | 10,8 s (11,8 s)              | 8,7 s                            | 12,0 s (12,5 s)              |
| Leergewicht                | 1120 kg               | 1115–1140 kg (1140–1170 kg)  | 1120 kg (1170 kg)            | 1210 kg                          | 1125 kg (1165 kg)            |